# 庫伊卡謝利基亞湖
63°24′N 31°3′E / 63.400°N 31.050°E
庫伊卡謝利基亞湖（俄语：Куйккаселькя），是俄羅斯的湖泊，位於該國西北部，由卡累利阿共和國負責管轄，長12.4公里、寬2.5公里，面積11.5平方公里，海拔高度147米，湖岸線長度35.6公里，集水區面積4,880平方公里，平均水深3.3米，最大水深4.4米。